# Municipio de Veliki Preslav
El municipio de Veliki Preslav es un municipio de la provincia de Shumen, Bulgaria, con una población estimada a final del año 2017 de 12 400 habitantes. 
Se encuentra ubicado al noreste del país, cerca del río Danubio, de la frontera con Rumania y del mar Negro. Su capital es la ciudad de Veliki Preslav.